# Knooppunt Rozenburg
Knooppunt Rozenburg is een knooppunt bij Rozenburg in de Nederlandse provincie Zuid-Holland. Hier sluit de A24 aan op de A15. Het knooppunt is vormgegeven als een half-sterknooppunt. In het knooppunt is ook aansluiting Rozenburg-Centrum van de A15 verweven. Het knooppunt werd op  december 2024 geopend met de opening van de A24 (Blankenburgverbinding).

## Richtingen knooppunt
| Aansluitende wegen                          | Aansluitende wegen | Aansluitende wegen                                         | Aansluitende wegen | Aansluitende wegen               |
| ------------------------------------------- | ------------------ | ---------------------------------------------------------- | ------------------ | -------------------------------- |
| richting Rozenburg / Europoort / Maasvlakte |                    |                                                            |                    | richting Maassluis / Vlaardingen |
|                                             |                    |                                                            |                    |                                  |
|                                             |                    |                                                            |                    |                                  |
|                                             |                    |                                                            |                    |                                  |
|                                             |                    | richting Spijkenisse / Barendrecht / Geldermalsen / Bemmel |                    |                                  |

## Naamgeving
Oorspronkelijk was "Blankenburg" de werknaam die in de RWS-Doelenstrategie was opgenomen. Deze naam zou refereren aan het verdwenen dorp met dezelfde naam dat ten zuidwesten van het knooppunt heeft gelegen. Uiteindelijk is op verzoek van de gemeente Rotterdam er voor gekozen om het knooppunt de naam Rozenburg te geven. Deze naam is afkomstig van het gelijknamige dorp dat onder de gemeente Rotterdam valt. Het is eveneens de naam van het eiland Rozenburg dat tot de Zuid-Hollandse Eilanden behoort.

## Configuratie
Het knooppunt is gelegen op de voormalige plaats van de aansluiting Rozenburg-Centrum die is aangepast. Het knooppunt is vormgegeven als compact half-sterknooppunt met hoge flyovers met een ontwerpsnelheid van 80 km/h voor de verbindingswegen. De A15 blijft de doorgaande verbinding in het knooppunt, de A24 begint op dit punt en verloopt dan door de Maasdeltatunnel in de richting van knooppunt Vlaardingen. Het hart van het knooppunt is iets noordelijker gelegen dan de voormalige aansluiting Rozenburg-Centrum. Dit hart is iets hoger gelegen dan de omliggende omgeving en wordt ook wel Blankenberg genoemd.
Almere · Amstel · Arnestein · Assen · Azelo · Badhoevedorp · Bankhoef · Batadorp · Beekbergen · Benelux · Beverwijk · Bodegraven ·  Boterdiep ·  Buren · Burgerveen · Coenplein · De Baars · De Hoek · De Hogt · De Nieuwe Meer · De Poel · De Punt · De Stok · Deil · Diemen · Drachten · Drie Klauwen · Eemnes · Ekkersweijer · Emmeloord · Empel · Euvelgunne · Everdingen · Ewijk · Galder · Gooimeer · Gorinchem · Gouwe · Grijsoord · Hattemerbroek · Heerenveen · Hellegatsplein · Het Vonderen · Hintham · Hoevelaken · Hofvliet · Holendrecht · Holsloot · Hoogeveen · Hooipolder · IJmuiden (niet officieel) · Joure · Julianaplein · Kerensheide · Kethelplein · Klaverpolder · Kleinpolderplein · Kooimeer · Kruisdonk · Kunderberg · Lankhorst · Leenderheide · Lunetten · Maanderbroek · Markiezaat · Muiderberg · Neerbosch · Noordhoek · Ommedijk · Oud-Dijk · Oudenrijn · Paalgraven · Princeville · Prins Clausplein · Raasdorp ·  Reitdiep ·  Ressen · Ridderkerk · Rijkevoort · Rijnsweerd · Rottepolderplein · Rozenburg · Sabina · Sint-Annabosch · Stelleplas · Slufter · Ten Esschen · Terbregseplein · Tiglia · Vaanplein · Valburg · Velperbroek · Velsen · Vlaardingen · Vught · Waterberg · Watergraafsmeer · Werpsterhoek · Westerlee · Ypenburg · Zaandam · Zaarderheiken · Zonzeel · Zoomland · Zuidbroek · Zurich

Geplande knooppunten:
De Liemers · Zestienhoven

Voormalige knooppunten:
Bocholtz · Ekkersrijt · Europaplein (Groningen) · Europaplein (Maastricht) · Lindenholt